# Надєждіно
Надєждіно (рос. Надеждино) — селище Багратіоновського району, Калінінградської області Росії. Входить до складу Гвардійського сільського поселення.
Населення —  265 осіб (2015 рік). 